# Vladimir Berdović
Vladimir Berdović (Dubrovnik, 30. lipnja 1906. – Zagreb, 3. siječnja 1980.), hrvatski skladatelj, dirigent i pravnik.
Pravni fakultet završio je u Zagrebu, a glazbu učio privatno u Dubrovniku. Bio je član dubrovačkoga Gradskog orkestra te voditelj glazbenog programa Dubrovačkih ljetnih igara. 
Skladateljski rad utemeljen mu je u nacionalnom stilskom izrazom vezan uz rodni grad i dalmatinsko podneblje (Linđo, Dalmatinska plesna suita, Dubrovački madrigali). Obradio je više od 500 narodnih pjesama za vokalne i vokalno-instrumentalne sastave. Objavljivao je stručne radove s područja pravnih znanosti, a bavio se i glazbenom kritikom.